# Phaleas
Phaleas (griechisch Φαλέας Phaléas) war ein vorsokratischer Philosoph. Er lebte im 5. oder 4. Jahrhundert v. Chr. und befasste sich vermutlich vorrangig mit Staatstheorie, denn in diesem Zusammenhang wird er von Aristoteles erwähnt. Weitere Zeugnisse zu seiner Person oder seinem Werk liegen nicht vor.

## Lehre
Aristoteles bezeichnet Phaleas als den ersten Verfassungstheoretiker, der die Ursache für soziale Unruhen und Bürgerkriege in ungerechter Vermögens- und Besitzverteilung sah. Er habe laut Aristoteles gefordert, bei der Gründung neuer Staaten bzw. Kolonien alle Bürger finanziell gleichzustellen. Für bereits existierende Staaten empfahl er die kontinuierliche Verheiratung von armen und reichen Leuten, wobei jeweils nur die Reichen eine Mitgift zu stellen hätten. Zum Egalitarismus des Phaleas bemerkte Aristoteles: „Wenn die bloße Meinung ohnehin das einzige ist, wie Gorgias meint und auch Protagoras, wenn das absolute Wissen fehlt, so sind alle Meinungen gleich, so sind die Menschen, die irgendwelche Meinungen haben, auch unter sich gleich.“
Johannes Agnoli beschreibt Phaleas als „Vertreter der sogenannten linken Sophisten“, die die Isonomia nicht nur formalrechtlich, sondern auch materiell umsetzen wollten. Agnoli zu Phaleas und Hippodamos: „Sie waren radikale, egalitäre Denker, die nicht nur die Ungleichheit unter den gleichen Freien durch die Umverteilung des Besitzes abschaffen wollten – insofern also egalitär und nicht wirklich kommunistisch –, sondern die auch den Unterschied zwischen Freien und Unfreien abschaffen wollten.“ Zweierlei spiele dazu eine Rolle: erstens, dass der Mensch als Mittelpunkt allen Seins sich selbst gleiche, also seien die Menschen alle gleich; zweitens die Relativierung aller Werte: „Selbst die Relativierung verstehen sie so, dass, wenn alles relativ und kein Mensch in der Lage ist, von sich zu behaupten, er besitze die Wahrheit, eben in der Konsequenz des Relativierungsprinzips die Menschen alle gleich sind. Das alte normative überhöhte System der politischen Teilung entfällt, und insofern entfällt auch die Spaltung zwischen Mann und Frau, Metoeken und Sklaven. Beide, Phaleas vor allem, vertreten also die Ansicht, dass es zwischen Mann und Frau keinen Unterschied gibt – Zum ersten mal in der Menschheitsgeschichte. Noch weiter geht Faleas, wenn er etwas für die Menschen damals Unerhörtes verkündet: dass es auch keinerlei Unterschied gebe zwischen den Hellenen und den Barbaren …“
Johannes Agnoli betont, dass Aristoteles sich über die Sophisten lustig machte, da es unter ihnen auch Wanderlehrerinnen gab. Er nennt es bezeichnend, dass Aristoteles uns kein einziges Fragment von diesen hinterlassen hat. Agnoli geht dabei von der Geschichte als Geschichte der Sieger aus und dass die später als „große Philosophen“ bezeichneten Denker ihre Stellung einnehmen konnten, weil sie der Ungleichheit, der Aristokratie bzw. den Eliten das Wort redeten. Der anthropozentrische Egalitarismus, Relativismus und Agnostizismus der Sophisten, insbesondere der linken Sophisten, seien also zu subversiv gewesen.